# هندرسون (کلرادو)
هندرسون (به انگلیسی: Henderson) یک منطقهٔ مسکونی در ایالات متحده آمریکا است که در شهرستان آدامز، کلرادو واقع شده‌است. هندرسون ۱٬۵۳۱ متر بالاتر از سطح دریا واقع شده‌است.